# Schizoprymnus phyrtattus
Schizoprymnus phyrtattus är en stekelart som beskrevs av Papp 1993. Schizoprymnus phyrtattus ingår i släktet Schizoprymnus och familjen bracksteklar. Inga underarter finns listade i Catalogue of Life.